# Federația Internațională a Marilor Turnuri

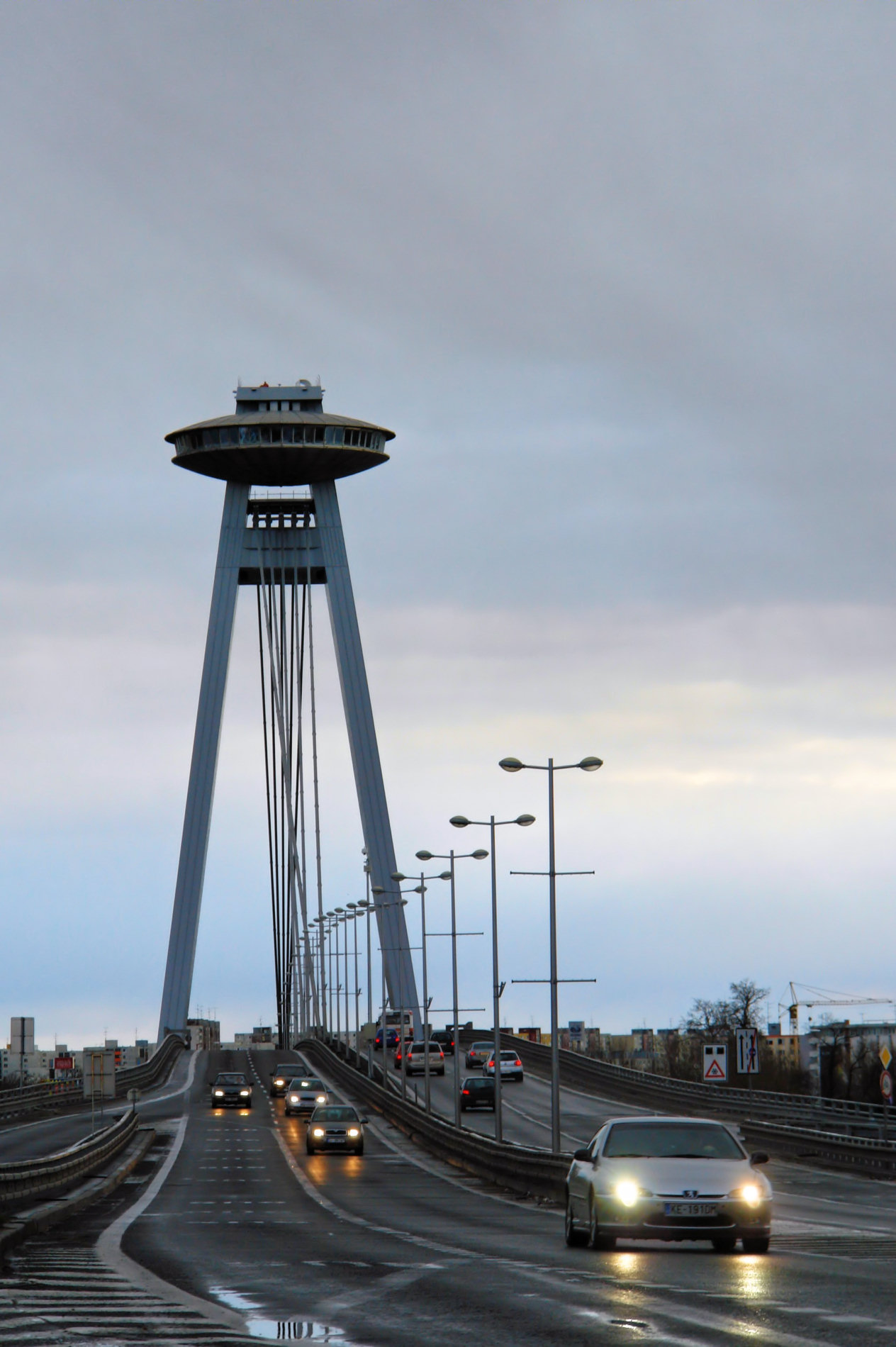
Most SNP, Bratislava, singurul turn din FIMT aflat pe un pod.

Federația Internațională a Marilor Turnuri (FIMT) (în engleză: World Federation of Great Towers) este o asociație a tuturor turnurilor și clădirilor înalte din lume. A fost creată în anul 1989. Criteriul principal al unei clădiri pentru a face parte din FIMT este să aibă o punte de observații.

## Turnuri
Acestea sunt cele 26 de turnuri din federație, în ordine descrescătoare de la cel mai înalt:
| Locul | Numele Turnului         | Oraș          | Țară           | An   | Înălțimea totală |
| ----- | ----------------------- | ------------- | -------------- | ---- | ---------------- |
| 1     | CN Tower                | Toronto       | Canada         | 1976 | 553m             |
| 2     | Ostankino Tower         | Moscova       | Rusia          | 1967 | 540m             |
| 3     | Oriental Pearl Tower    | Shanghai      | China          | 1995 | 468m             |
| 4     | Empire State Building   | New York      | SUA            | 1931 | 443m             |
| 5     | KL Tower                | Kuala Lumpur  | Malaezia       | 1995 | 421m             |
| 6     | Central TV Tower        | Beijing       | China          | 1992 | 405m             |
| 7     | Tashkent Tower          | Tashkent      | Uzbekistan     | 1985 | 375m             |
| 8     | Fernsehturm             | Berlin        | Germania       | 1969 | 368m             |
| 9     | John Hancock Center     | Chicago       | SUA            | 1969 | 344m             |
| 10    | Macau Tower             | Macau SAR     | China          | 2001 | 338m             |
| 11    | Tokyo Tower             | Tokyo         | Japonia        | 1958 | 333m             |
| 12    | Sky Tower               | Auckland      | Noua Zeelandă  | 1997 | 328m             |
| 13    | Vilnius TV Tower        | Vilnius       | Lituania       | 1980 | 326.5m           |
| 14    | Q1 Tower                | Coasta de aur | Australia      | 2005 | 322.5m           |
| 15    | Sydney Tower            | Sydney        | Australia      | 1981 | 304m             |
| 16    | Collserola Tower        | Barcelona     | Spania         | 1992 | 288m             |
| 17    | Rialto Towers           | Melbourne     | Australia      | 1986 | 270m             |
| 18    | Donauturm               | Viena         | Austria        | 1964 | 252m             |
| 19    | Seoul Tower             | Seul          | Coreea de Sud  | 1975 | 239.7m           |
| 20    | Žižkov Television Tower | Praga         | Republica Cehă | 1992 | 216m             |
| 21    | The Calgary Tower       | Calgary       | Canada         | 1968 | 191m             |
| 22    | The Euromast            | Rotterdam     | Olanda         | 1960 | 185m             |
| 23    | Torre Latinoamericana   | Mexico City   | Mexico         | 1956 | 182m             |
| 24    | Tour de Montréal        | Montreal      | Canada         | 1976 | 175m             |
| 25    | Blackpool Tower         | Blackpool     | Marea Britanie | 1894 | 158m             |
| 26    | Most SNP                | Bratislava    | Slovacia       | 1972 | 095m             |